# Johann Karl Burckhardt

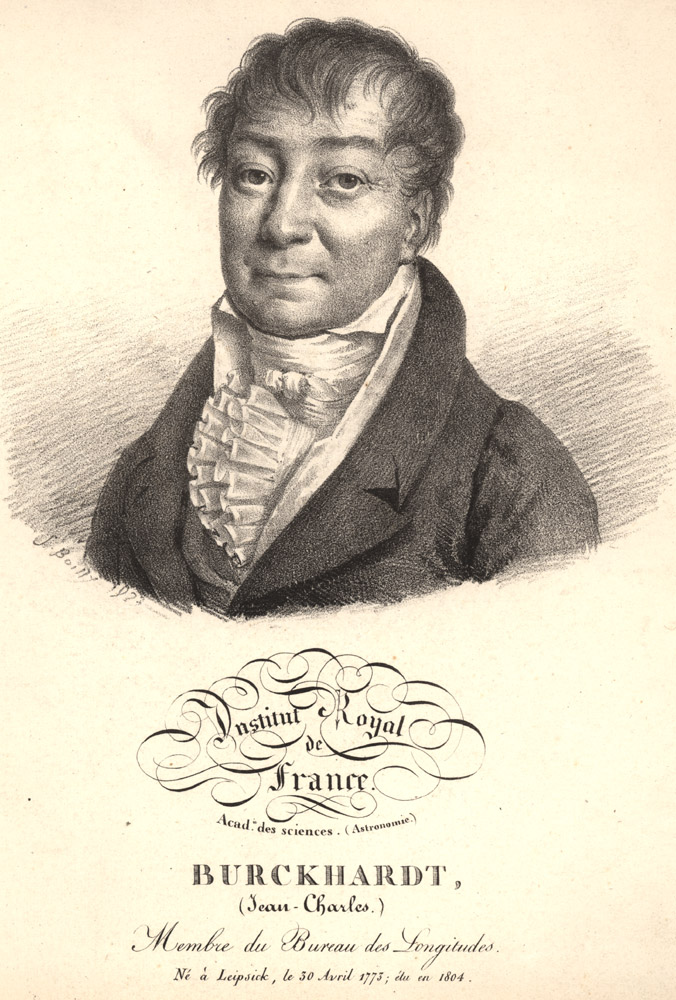
Johann Karl Burckhardt

Johann Karl Burckhardt (n. 30 aprilie 1773 la Leipzig - d. 22 iunie 1825 la Paris) a fost un astronom și matematician francez de origine germană, cunoscut ulterior și sub numele Jean Charles Burckhardt.
Prima parte a vieții o petrece în Germania ca în 1797 să se mute în Franța, iar doi ani mai târziu obține cetățenia franceză.
În 1804 devine membru al Academiei de Științe din Paris.
În 1807 devine directorul Observatorului Militar.

## Scrieri
Burckhardt are două lucrări importante de astronomie și geodezie.
A tradus în germană Mécanique Céleste a lui Laplace în două volume, pe care le-a publicat în perioada 1800 - 1802.
În perioada 1814 - 1817, a întocmit "Tabelele divizorilor tuturor numerelor din primul, al doilea și al treilea milion, împreună cu numerele prime" (titlul original: Tables des diviseurs pour tous les nombres du 1, 2 et 3 million avec le nombres premiers).